# Saint-Martin-sur-Ocre, Loiret
Saint-Martin-sur-Ocre är en kommun i departementet Loiret i regionen Centre-Val de Loire strax norr Frankrikes mitt. Kommunen ligger i kantonen Gien som tillhör arrondissementet Montargis. År 2022 hade Saint-Martin-sur-Ocre 1 225 invånare.

## Befolkningsutveckling
Antalet invånare i kommunen Saint-Martin-sur-Ocre
| Referens: INSEE |